# Holocene (Bon Iver)
Holocene è un singolo del gruppo musicale statunitense Bon Iver, pubblicato nel 2011 ed estratto dall'album Bon Iver, Bon Iver.
Nell'ambito dei Grammy Awards 2012 la canzone ha ricevuto due candidature, nelle categorie "Song of the Year" e "Record of the Year".

## Tracce
1. Holocene
2. Come Talk to Me (Peter Gabriel cover)

## Video
Il videoclip della canzone è stato diretto da Nabil Elderkin e girato in Islanda.

## In altri media
Il brano è presente nei film La mia vita è uno zoo (2011), Wish I Was Here (2014) e The Judge (2014).